# Суперкубок Туркменістану з футболу 2022
Суперкубок Туркменістану з футболу 2022  — 17-й розіграш турніру. Матч відбувся 23 грудня 2022 року між чемпіоном Туркменістану клубом Алтин Асир та володарем кубка Туркменістану клубом Шагадам.
| Володар Суперкубка Туркменістану 2022 |
| ------------------------------------- |
|                                       |
| Алтин Асир Восьмий титул              |

## Матч

### Деталі
| 23 грудня 2022 11:00 (EEST) |

| Алтин Асир                                      | 3:1      | Шагадам         |
| ----------------------------------------------- | -------- | --------------- |
| Аннаєв 31' (пен.) Тойджанов 67' Аннадурдиєв 76' | Протокол | Ходжабердиєв 3' |

| Ніса, Ашгабат |